# Линдберг, Харальд
Ха́ральд Ли́ндберг (швед. Harald Lindberg; 2 ноября 1871, Гельсингфорс, Великое княжество Финляндское — 13 марта 1963, Хельсинки, Финляндия) — финский ботаник шведского происхождения, сын известного бриолога Секстуса Отто Линдберга.

## Биография
Родился 2 ноября 1871 года в Гельсингфорсе. В 1894 году окончил Императорский Александровский университет. С 1896 по 1904 год работал школьным учителем, а также занимался научной деятельностью в Университете. В 1897—1898 годах работал ассистентом в лаборатории Гельсингфорсского ботанического института.
В 1910 году Линдберг защитил диссертацию доктора философии, в которой рассматривал систематику сложнейшего в систематическом отношении рода Манжетка, после чего был назначен хранителем Ботанического музея университета. В 1941 году он ушёл на пенсию, после чего занялся изучением фауны жесткокрылых Швеции. В 1946 году он был избран почётным профессором Хельсинкского университета. Скончался 13 марта 1963 года.
Харальд активно путешествовал по Европе и Средиземноморью: в 1905 году ездил в Восточную Европу, в 1924 году — на Сицилию и в Тунис, в 1926 году — в Испанию и Марокко, в 1932 году — в Великобританию, в 1939 году — в Грецию, в Болгарию и на Кипр.
В 1926 году Линдберг был награждён Медалью Линнея Шведской королевской академии наук.
Гербарий Линдберга, содержавший около 50 тысяч листов, представляющих около 13 тысяч видов, был передан им Хельсинкскому университету (H).

## Некоторые научные работы
- Lindberg, H. Om Pohlia pulchella (Hedw.), P. carnea (L.) och några med dem sammanblandade former // Acta Societatis pro Fauna et Flora Fennica. — 1899. — Vol. 16(2). — P. 1—28.
- Lindberg, H. Bidrag till kännedomen om de till Sphagnum cuspidatum-gruppen hörande arternas utbredning i Skandinavien och Finland // Acta Societatis pro Fauna et Flora Fennica. — 1899. — Vol. 18(3). — P. 1—26.
- Lindberg, H. Enumeratio plantarum in Fennoscandia orientali sponte et subsponte nascentium. — Helsingfors, 1901. — 79 p.
- Lindberg, H. Iter austro-hungaricum. — Helsingfors, 1906. — 128 p.
- Lindberg, H. Taraxacum-former från södra och mellersta Finland // Acta Societatis pro Fauna et Flora Fennica. — 1908. — Vol. 29(9). — P. 1—48.
- Lindberg, H. Die nordischen Alchemilla vulgaris-Formen und ihre Verbreitung. — Helsingfors, 1909. — 172 p.
- Lindberg, H. Itinera mediterranea. — Helsingfors, 1932. — 178 p.
- Lindberg, H. Die Früchte der Taraxacum-Arten Finnlands // Acta Botanica Fennica. — 1935. — Vol. 17. — P. 1—22.

## Роды растений, названные в честь Х. Линдберга
- Lindbergella Bor, 1969, nom. nov. — Lindbergia Bor, 1968, nom. illeg.